# Alois Schwarz
Mons. Alois Schwarz (* 14. června 1952, Hollenthon) je rakouský římskokatolický kněz. Od roku 2001 do roku 2018 byl biskupem v Gurku, od roku 2018 biskupem diecéze St. Pölten.

## Život
Narodil se 14. června 1952 v Hollenthonu, jako syn zemědělce Aloise Schwarze a Ernestine, rozené Sanz. Navštěvoval humanistické gymnázium Vídeňské arcidiecéze v Sachsenbrunnu. Roku 1970 odmaturoval a vstoupil do Vídeňského kněžského semináře. Na Vídeňské univerzitě studoval teologii. Na kněze byl vysvěcen 29. června 1976 kardinálem Franzem Königem a roku 1981 získal doktorát z teologie. Následně byl farářem v Krumbachu. Dne 1. září 1987 byl jmenován ředitelem pastoračního úřadu Vídeňské arcidiecéze. Dne 5. prosince 1988 mu papež Jan Pavel II. udělil titul Kaplana Jeho Svatosti.
Dne 26. prosince 1996 jej papež jmenoval pomocným biskupem Vídeňské arcidiecéze a titulárním biskupem z Mathary v Numidii. Biskupské svěcení přijal 22. února 1997 z rukou arcibiskupa Christopha Schönborna a spolusvětiteli byli biskup Johann Weber a biskup Helmut Krätzl.
Tuto funkci vykonával do 22. května 2001, kdy byl ustanoven diecézním biskupem Gurku.
V září 2009 se stal čestným členem studentského institutu Babenberg zu Klagenfurt im MKV.
Roku 2013 byl přijat do Řádu božího hrobu a 21. září stejného roku ho kardinál Edwin Frederick O’Brien uvedl do řádu.